# Alejandro Zambra
Alejandro Andrés Zambra Infantas (Santiago, 24 de septiembre de 1975) es un escritor chileno.

## Biografía
Nació en Villa Portales y vivió sus primeros años en Valparaíso y Villa Alemana. Cuando tenía cinco años de edad su familia se mudó a la villa Las Terrazas, en Maipú. Estudió en el Instituto Nacional José Miguel Carrera, luego ingresó a la Universidad de Chile y se licenció en Literatura Hispánica. Luego de egresar en 1997 se fue a Madrid a seguir el Curso de Posgrado en Filología Hispánica del Instituto de la Lengua Española (CSIC). En 2008 se doctoró en Literatura por la Universidad Católica
Fue profesor de la Facultad de Comunicación y Letras de la Universidad Diego Portales durante más de diez años. Editó, junto con el poeta Andrés Anwandter, la revista de poesía Humo y con la periodista Andrea Insunza la revista Dossier. Ha colaborado con críticas literarias y columnas en diversos periódicos como Las Últimas Noticias (donde durante tres años tuvo la columna Hoja por hoja), El Mercurio, La Tercera y The Clinic; también ha escrito para el suplemento literario Babelia de El País, la revista española Turia o la mexicana Letras Libres. 

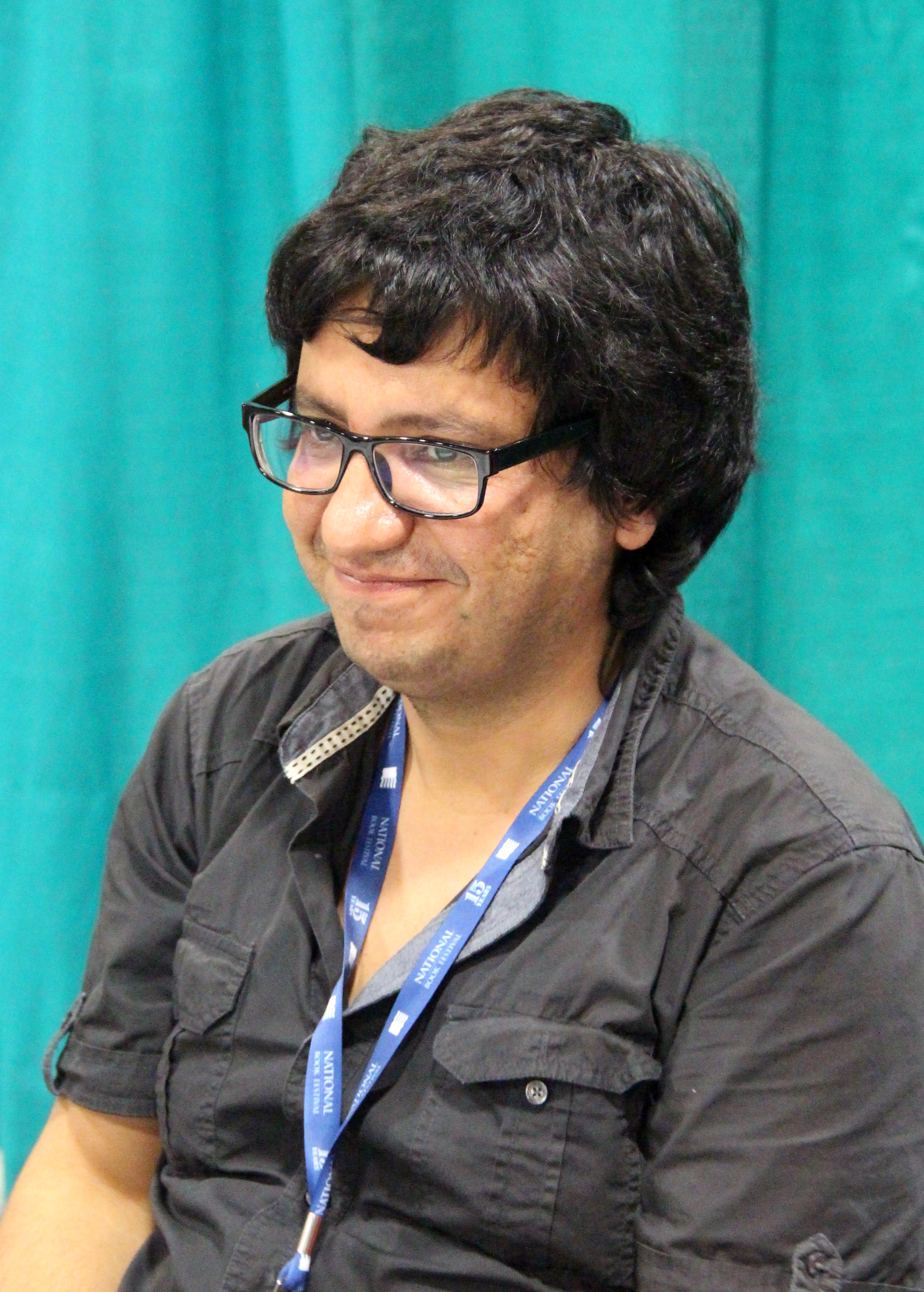
Zambra en 2015

El año 2015 la Biblioteca Pública de Nueva York becó al autor con una estadía de nueve meses en esa ciudad para que trabajase en un libro sobre bibliotecas, llamado Cementerios personales. Allí, conoció a Jazmina Barrera, una ensayista mexicana; se casaron y decidieron instalarse en Ciudad de México, donde residen desde 2017. Tienen un hijo, Silvestre.
Zambra y Barrera han traducido conjuntamente La balada de Rocky Rontal, de Daniel Alarcón (Estruendomudo, Santiago, 2017) y Pequeñas labores, de Rivka Galchen (Ediciones Antílope, México, 2018).

## Obra poética
Zambra empezó su carrera literaria como poeta. Su primer poemario, Bahía Inútil, fue publicado en 1998. Su segundo poemario, Mudanza, se publicó en 2003. Éste se trata de un poema narrativo donde están presentes varias historias veladas e interrelacionadas. Asimismo, en este segundo libro de poesía comienza la transición de Zambra hacia la narrativa. El poemario se ha reeditado numerosas veces, la más reciente en 2017 por Ediciones Antílope.

## Obra narrativa
En 2006 apareció en la editorial española Anagrama su primera novela, Bonsái. Al año siguiente, bajo el mismo sello editorial, publicó La vida privada de los árboles. Cuatro años más tarde, en 2011, Zambra publicó también en Anagrama Formas de volver a casa, que puede considerarse como el cierre de la trilogía abierta por las dos novelas anteriores. Sus novelas han sido traducidas a alrededor de veinte idiomas y algunos de sus cuentos, en versiones de Megan McDowell, han sido publicados en revistas tan prestigiosas como The New Yorker, The Paris Review, Harper's, McSweeney's, Tin House y Believer.
En 2013, publicó Mis documentos, fue este libro su primera incursión en las colecciones de relatos breves. Los relatos contenidos en él colindan también con el cuento, el ensayo personal, las memorias y el diario.
En marzo de 2020 apareció su novela Poeta chileno.
En mayo de 2023 publicó, bajo el sello editorial Anagrama, su sexta novela Literatura infantil, una serie de relatos, de ficción y no ficción, sobre infancia y paternidad.

### Estilo
La narrativa de Zambra está construida a partir de una memoria que busca construirse su propio espacio, se trata de una memoria de un pasado marcado por la violencia pero que intenta domesticarse un futuro. En consecuencia, en su estilo predominan las narrativas del “yo”. Por ejemplo, en Formas de volver a casa, se puede afirmar que estamos ante un caso de autoficción pues la identidad del autor, narrador y personaje principal están establecidas como una misma implícitamente.
La prosa de Zambra destaca por la influencia que el minimalismo tiene en ella. Esto es patente en particular en sus dos primeras novelas, Bonsái y La vida privada de los árboles. El autor busca mostrar el «andamiaje» de la literatura para cuestionar las categorías de realidad y ficción, así como para mostrar la belleza profunda y lo extraordinario de historias que usualmente fueron descartadas o ni siquiera enunciadas.

### Temas
En sus novelas Bonsái y Formas de volver a casa, así como en varios de sus relatos contenidos en Mis documentos, la clave de la lectura es la figura del estudiante de literatura que deviene después en escritor. Esto da pie a una metarreflexión sobre el ejercicio literario y escritural. En estas obras, la literatura aparece como un refugio.
Zambra también ha abordado temas políticos, con mayor claridad en Formas de volver a casa. En la novela, se pregunta cómo la apatía política tanto durante la dictadura como después de ella ha moldeado la capacidad afectiva de los chilenos actuales, especialmente aquellos que conforman su generación.Por eso mismo, la obra de Zambra ha sido incorporada en la denominada literatura de los hijos.

## Facsímil
El trabajo experimental de Zambra se manifiesta en Facsímil, libro publicado en 2014 y de clasificación complicada pues se combinan ejercicios de lenguaje con fragmentos más cercanos a la poesía, pero también el estilo del ensayo y hasta de la narrativa. Se basa en la estructura de la Prueba de Aptitud Académica, aplicada en Chile como parte de los exámenes de ingreso a la universidad entre 1967 y 2002; la sección verbal de dicha prueba consistía de 90 preguntas de selección múltiple, distribuidas en cinco secciones.
Por otra parte, Zambra considera que, leído desde Chile, Facsímil detona reflexiones en torno a problemas morales planteados en el libro. Entendido desde su contexto, se descubre la reflexión en torno a una educación que no busca propiamente educar, sino entrenar para perpetuar estereotipos, ejercer una doble moral y borrar la necesidad de la ética.

## Obra ensayística
La obra crítica, ensayística y de cronista que Zambra escribió entre 2002 y 2010 en medios como Las Últimas Noticias, La Tercera y El Mercurio, se reunió y publicó bajo el título No leer por Ediciones Universidad Diego Portales. En 2018, el libro fue reeditado, esta vez bajo el sello editorial de Anagrama, se agregaron más textos y muchos fueron modificados e incluso reescritos por entero.
En agosto de 2023 Zambra lanza Un Cuento de Navidad junto a la editorial Gris Tormenta. En él se narra la relación de un escritor (Alejandro Zambra) con un editor (David Tightwad) durante los años de trabajo en la columna de crítica literaria de Las Últimas Noticias. El libro cuenta con la edición -y prólogo- de Andrés Braithwaite, cuyas intervenciones están a la vista del lector.

## Influencias
Respondiendo a una pregunta sobre Marcel Proust, dijo: «Nunca he sentido una influencia estilística verdaderamente determinante, salvo al principio, a los 15 años, cuando leí los poemas breves de Pound. Escribí, en ese tiempo, un libro titulado Hamartía, que era una colección de imágenes sobre especies de errores, o instantes contradictorios. Creo que no eran muy buenos, pero sí tengo conciencia de haber imitado el estilo de esos poemas de Pound, y de esa escuela heredé un deseo de precisión. Luego, al leer a Proust, no pasó por mi cabeza escribir así. Pero disfruto mucho esas lecturas».
Sobre la literatura chilena, decía en 2003 que «en la prosa, creo que el mejor escritor chileno de todos los tiempos es José Santos González Vera, que tiene una maestría impresionante para captar el paisaje de ciudad chileno, mi paisaje. Juan Emar también me interesa mucho».

## Adaptaciones cinematográficas
Dos de sus obras han sido adaptadas al cine. Bonsái fue adaptada por Cristián Jiménez, la película se presentó en el Festival de Cannes 2011. “Vida de familia”, uno de los cuentos incluidos en Mis documentos, también fue adaptado cinematográficamente en 2016. El guion fue escrito por el mismo Zambra y la dirección estuvo a cargo de Cristián Jiménez y Alicia Scherson. La cinta se preestrenó el 13 de diciembre de 2016 en Matucana 100, en una función a beneficio de Jorge Becker, protagonista de la película.

## Obra

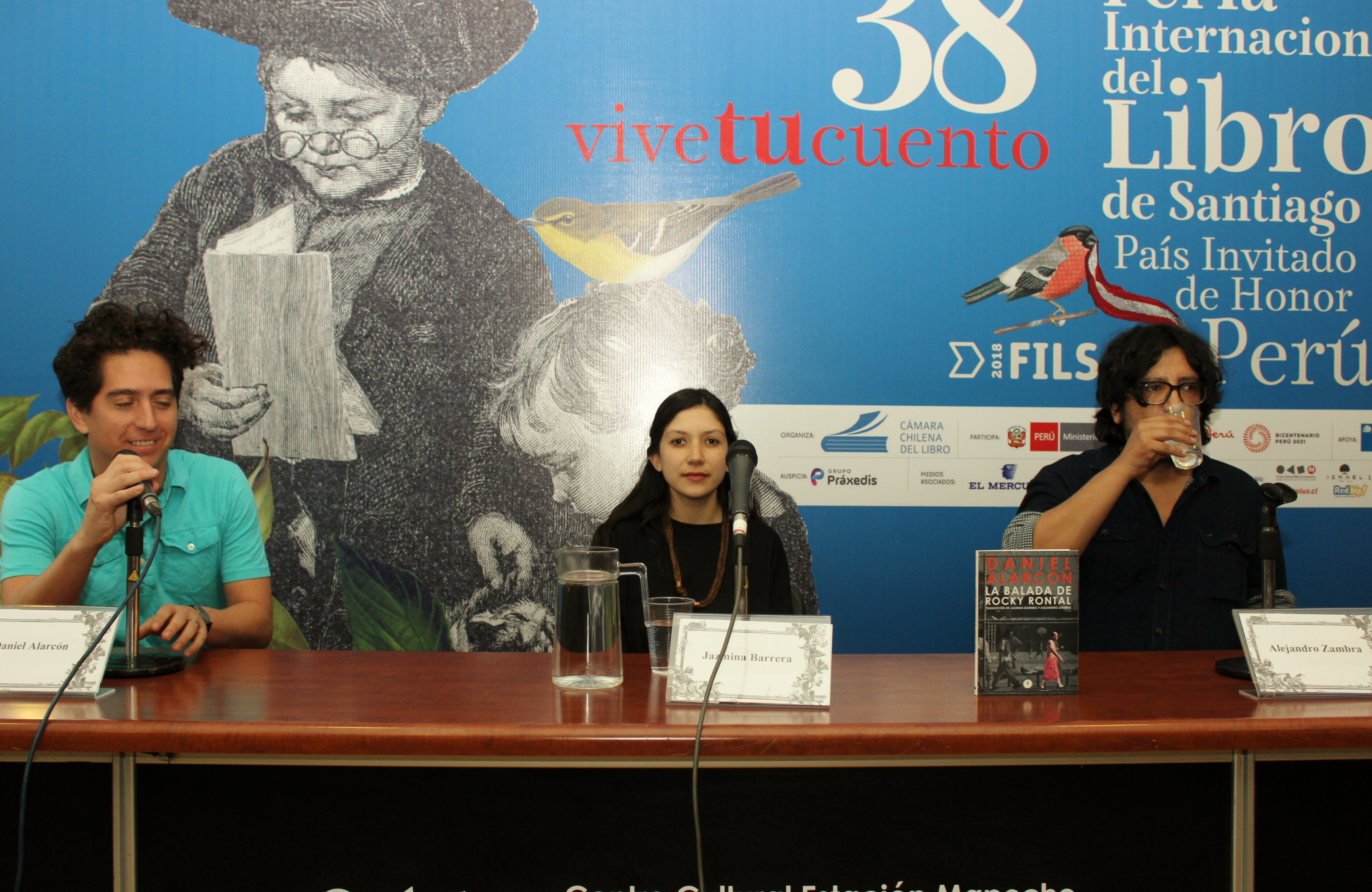
Zambra (derecha) con Daniel Alarcón y Jazmina Barrera en el FILSA de 2018.

### Novelas
- 2006: Bonsái
- 2007: La vida privada de los árboles
- 2011: Formas de volver a casa
- 2014: Facsímil
- 2020: Poeta chileno
- 2023: Literatura infantil

### Cuentos
- 2013: Mis documentos
- 2016: Fantasía (con ilustraciones de Javiera Hiault-Echeverría; edición bilingüe español-inglés)

### Poesía
- 1998: Bahía Inútil
- 2003: Mudanza

### Ensayo
- 2018: No leer
- 2018: Tema libre
- 2023: Un cuento de Navidad

### Literatura infantil
- 2022: Mi opinión sobre las ardillas (con ilustraciones de Gabriela Lyon)
- 2023: Camilo (con ilustraciones de Mujer Gallina)

### Guion
- 2016: Vida de familia (para la película homónima de Alicia Scherson)
- 2018: La hierba de los caminos (en colaboración con el director Fernando Lavanderos)[9]

## Premios y reconocimientos
| Libro                          | Premio                                                                                          |
| ------------------------------ | ----------------------------------------------------------------------------------------------- |
| Bonsái                         | Premio de la Crítica a la mejor novela 2007 (otorgado por Círculo de Críticos de Arte de Chile) |
| Bonsái                         | Premio Mejores Obras Literarias Publicadas 2007 (Consejo Nacional del Libro y la Lectura)       |
| Bonsái                         | Finalista del Premio Altazor 2007                                                               |
| Bonsái                         | Finalista Best Translated Book of the Year 2008                                                 |
| La vida privada de los árboles | Finalista del Prix du Marais 2010                                                               |
| La vida privada de los árboles | Nominado a International IMPAC Dublin Literary Award 2012                                       |
| Formas de volver a casa        | Premio Altazor 2012                                                                             |
| Formas de volver a casa        | Premio Mejores Obras Literarias Publicadas 2012 (Consejo Nacional del Libro y la Lectura)       |
| Formas de volver a casa        | Finalista Premio Las Américas 2012                                                              |
| Formas de volver a casa        | Finalista Premio Médicis 2012                                                                   |
| Formas de volver a casa        | Finalista Premio Rómulo Gallegos 2013                                                           |
| Formas de volver a casa        | English Pen Award por la traducción al inglés                                                   |
| Mis documentos                 | Premio Municipal de Literatura de Santiago 2014                                                 |
| Mis documentos                 | Finalista Premio Hispanoamericano de Cuento Gabriel García Márquez 2014                         |
| Mis documentos                 | Finalista Frank O'Connor International Short Story Award 2015                                   |
| Poeta chileno                  | Premio Mejores Obras Literarias Publicadas 2021 (Consejo Nacional del Libro y la Lectura)       |
| Poeta chileno                  | Premio de la Crítica a la mejor novela de 2020 (Círculo de Críticos de Arte de Chile)           |
| Poeta chileno                  | Premio José Nuez Martín, otorgado por la Universidad Católica, a la mejor novela de 2020        |
| Poeta chileno                  | Premio Academia 2021 (Academia Chilena de la Lengua)                                            |
| Poeta chileno                  | Finalista del Premio Bienal de Novela Mario Vargas Llosa 2021                                   |
| Poeta chileno                  | Finalista de The Oxford-Weidenfeld Prize 2023                                                   |

- Premio Literarte III 2005 por el poema "Direcciones", en colaboración con la artista Sachiyo Nishimura.
- Seleccionado en 2007 por el Hay Festival y Bogotá Capital Mundial del Libro como uno de los 39 escritores latinoamericanos menores de 39 años más importantes.[30]
- Elegido en 2010 por la edición española de la revista británica Granta como uno de los 22 mejores escritores en lengua española menores de 35 años.[31]
- Premio Príncipe Claus 2013[32] por el conjunto de su obra.
- Premio Periodismo de Excelencia 2020 UAH categoría Opinión[33]
- Premio Iberoamericano de Narrativa Manuel Rojas 2023.[34]